# Tambralinga
10e siècle – 1365
Entités précédentes :
- Sriwijaya

Entités suivantes :
- Royaume de Malayu
- Royaume de Sukhothaï

Tambralinga (sanskrit : Tāmbraliṅga), Danliumei  (Tan-liu-mei) en chinois, est un royaume situé dans la péninsule Malaise, dans les actuels états de Thaïlande, Malaisie, Sumatra et du nord du Sri Lanka. Le pays a existé entre le 10e et 13e siècle. 
À son apogée au milieu du XIIIe siècle, sous le roi Chandrabhanu, Tambralinga était indépendante, regroupant et consolidant sa puissance et même envahissant le nord du Sri Lanka. Avant cela, il était probablement assujetti à Sriwijaya.
À partir de la fin du XIIIe siècle, Tambralinga est officiellement localisé dans la Province de Nakhon Si Thammarat, avec sa capitale à Nakhon Si Thammarat, sous la suzeraineté du Royaume de Sukhothaï.

## Étymologie
En Sanskrit et Prakrit, tām(b)ra signifie "cuivre", "cuivré" ou "rouge" et linga signifie "symbole" ou "création", représentant l'énergie divine de Shiva, dieu primordial de l'hindouisme.

## Dans les sources
La chronique chinoise Songhuiyaogao mentionne un pays nommé Danliumei (Tan-liu-mei), donnant de nombreux détails pendant la période de 970 à 1070, en donnant l'impression que ce royaume était un État indépendant à l'époque, envoyant des ambassades à la cour de Chine sous la Dynastie Song en 1001, 1016 et 1070. Danliumei est supposé être le nom chinois chinois de Tambralinga, l'emplacement de cet état n'est cependant pas décrit avec précision. 
La chronique de Ma Duanlin et l'Histoire des Song, mentionnent des États du même nom, respectivement Zhoumeiliu (Chou-mei-liu) et Danmeiliu (Tan-liu-mei), qui auraient également envoyé leur première mission en Chine en 1001, ce qui rend il est probable qu'ils se réfèrent au même état. 
L'historien chinois Zhao Rugua décrit ans son ouvrage du XIIIe siècle, Zhu Fan Zhi, l'État Danmaling (Tan-ma-ling, 單 馬 令), le décrivant comme un vassal de Sriwijaya. On peut se demander si Danmaling peut être identifié avec Tambralinga; le sinologue Roderich Ptak propose plutôt de le localiser dans la région de Tembeling à Pahang en Malaisie.
Une source indigène de l'histoire de Tambralinga est une inscription datant de 1183, écrite en vieux khmer, gravée sur la base d'une statue de Bouddha en bronze trouvée à Wat Hua Wiang dans le district de Chaiya, province de Surat Thani en Thaïlande. Il donne une impression de la situation politique de Tambralinga à la fin du XIIe siècle. 
Une autre source importante est une inscription sanskrit attribuée au roi Chandrabhanu de Tambralinga, datée de 1230. Elle donne au roi l'épithète «Śrī Dharmarāja», qui est une preuve de l'identification de Tambralinga avec Nakhon Si Thammarat.

## Déclin
À la fin du XIVe siècle, Tambralinga avait été submergée par le royaume de Malayu de Sumatra, qui avait le soutien de Java. 
En 1365, le Royaume de Majapahit de Java reconnut Nakorn Sri Dharmaraja comme Dharmanagari, dans les écrits officiels du Nagarakertagama. Malgré sa montée en puissance rapide au XIIIe siècle, Danmaling/Tambralinga était devenu une partie du Siam.